# موزه ملی زاید
موزه شیخ زاید (به عربی: متحف زايد الوطني) اثر یادبود و موزه شیخ زایدبن سلطان، رئیس و مؤسس امارات متحده عربی است. برای طراحی این بنا دوازده شرکت پیشرو از ده کشور مختلف طرح خود را ارائه دادند، که در نهایت، طرح برگزیده این مسابقه متعلق به معمار مشهور بین‌المللی نورمن فاستر و همکارانش بود.

## طرح
ایده معماری این بنا هماهنگی فرم‌های امروزی با معماری سنتی اعراب و همچنین سازگاری با محیط زیست است که از پرواز شاهین و بالهای شاهین الهام گرفته شد که نمادی از کشور امارات و نشان از علاقه شیخ زاید به شکار با شاهین بود. طراحی فوق‌العاده، مواد و روش‌های ساخت و ساز، باعث ایجاد یک محیط دیدنی و جذاب شده که به افق جزیره سادیات دید دارد.

## ساختار بیرونی
مساحت ای موزه ۳۸۰۰۰ متر مربع و ارتفاع بلندترین بال فلزی آن ۱۲۵ متر است. موزه به شکل یک جزیره ساخته شده است و اطراف آن را آب فرا گرفته.
بنا به دلیل علاقه شیخ زاید به طبیعت در یک باغ مصنوعی قرار داده شده است و در آن ۵ بال فلزی خود نمایی می‌کند. مرکز این جزیره منطقه فرهنگی است، که موزه تاریخ و تحولات اقتصادی امارات محسوب می‌شود.

## عملکرد و ساختار درونی
فضای نمایش بر روی یک تپه مصنوعی بسیار زیبا بنا شده و گالری‌ها در پنج پایگاه قرار می‌گیرند. در این بنا از برج‌های حرارتی و دودکش‌های خورشیدی جهت خنک سازی جریان هوا به‌طور طبیعی استفاده شده، به این صورت که هوای خنک در قسمت‌های پایین دستگیر شده و از طریق لوله‌هایی که در زیر زمین تعبیه شده به داخل لابی موزه هدایت می‌شود. در بالای این برج‌ها سایبان‌های باز تعبیه شده که به خنک سازی هوا کمک می‌کنند.
سازه‌های فلزی سبک، هماهنگی با فضای داخل، این بنا را به یاد ماندنی تر می‌کند.